# Veronique Meester
Veronique Meester, née le 7 avril 1995, est une rameuse néerlandaise, médaillée d'argent en quatre sans barreur féminin aux Jeux olympiques d'été de 2020.

## Carrière
Aux Jeux olympiques d'été de 2020, elle remporte la médaille d'argent en quatre sans barreur avec l'équipe néerlandaise derrière les Australiennes.

## Vie privée
Elle fait ses études à l'Université libre d'Amsterdam.

## Palmarès

### Jeux olympiques
- médaille d'argent en quatre sans barreur aux Jeux olympiques d'été de 2020 à Tokyo

### Championnats du monde
- médaille d'argent en quatre sans barreur aux Championnats du monde 2019 à Linz

### Championnats d'Europe
- médaille d'or en quatre sans barreur aux Championnats d'Europe 2021 à Varèse
- médaille d'or en quatre sans barreur aux Championnats d'Europe 2020 à Poznań
- médaille d'or en quatre sans barreur aux Championnats d'Europe 2019 à Lucerne
- médaille d'argent en huit aux Championnats d'Europe 2017 à Račice
- médaille de bronze en deux de pointe aux Championnats d'Europe 2022 à Munich